# Harem Holiday
Harem Holiday (originaltitel Harum Scarum) är en komedifilm från 1965 med Elvis Presley i huvudrollen. 

## Handling
Elvis Presley spelar Johnny Tyronne, en kvinnotjusare och filmstjärna, som reser på promotionturné i Mellanöstern. Johnny Tyronne blir inbjuden till en kung i ett av de arabiska länderna, men kidnappas av ett gäng lönnmördare som blivit imponerade av hans skådespeleri. Lönnmördarna vill att Johnny ska mörda kungen som han är på väg att besöka. Johnny vägrar såklart och en jakt på honom påbörjas. Många sånger finns med i filmen, bland annat "Kismet" och "Harem Holiday".

## Medverkande
| Roll                | Skådespelare    |
| ------------------- | --------------- |
| Johnny Tyronne      | Elvis Presley   |
| Prinsessan Shalimar | Mary Ann Mobley |
| Aisha               | Fran Jeffries   |
| Prins Dragna        | Michael Ansara  |
| Zacha               | Jay Novello     |
| Kung Toranshah      | Phillip Reed    |
| Sinan               | Theo Marcuse    |
| Baba                | Billy Barty     |
| Mokar               | Dirk Harvey     |